# Stjärnanissläktet
Stjärnanissläktet (Illicium) är ett släkte av tvåhjärtbladiga växter som ingår i familjen stjärnanisväxter Släktet omfattar cirka 40 arter från sydöstra Asien, USA, Mexiko och Västindien. Ingen av arterna är härdig i Sverige, men några kan odlas i växthus eller uterum. Kryddan stjärnanis kommer från arter i släktet.
Släktet består av kala buskar och små träd med aromatisk eller väldoftande bark. Bladen är mer eller mindre städsegröna, strödda, ibland dock samlade i grenspetsarna till falska kransar. Bladen saknar stipler.
Blommorna kommer i bladvecken, de kan vara ensamma eller två till tre i grupp. De är tvåkönade och symmetriska. Hyllebladen är många, ofta olikstora men ej differentierade i foder- och kronblad, de kan vara röda, gula eller vita. Ståndarna är 5-20. Karpellerna är fria och sitter fem till många i en enkel krans, varje med endast ett frö.

## Odling
Odlas på god jord i halvskugga. De tål inte att torka ut. Förökas med frö eller sommarsticklingar.

## Arter inom släktet, i alfabetisk ordning[1]
- Illicium angustisepalum
- Illicium anisatum (Japansk stjärnanis)
- Illicium arborescens
- Illicium brevistylum
- Illicium burmanicum
- Illicium cambodianum
- Illicium cubense
- Illicium difengpium
- Illicium dunnianum
- Illicium ekmanii
- Illicium fargesii
- Illicium floridanum (Amerikansk stjärnanis)
- Illicium griffithii
- Illicium henryi (Röd stjärnanis)
- Illicium jiadifengpi
- Illicium kinabaluense
- Illicium lanceolatum
- Illicium leiophyllum
- Illicium macranthum
- Illicium majus
- Illicium manipurense
- Illicium merrillianum
- Illicium micranthum
- Illicium minwanense
- Illicium modestum
- Illicium pachyphyllum
- Illicium parviflorum (Gul stjärnanis)
- Illicium parvifolium
- Illicium peninsulare
- Illicium petelotii
- Illicium philippinense
- Illicium pseudosimonsii
- Illicium ridleyanum
- Illicium simonsii
- Illicium stapfii
- Illicium sumatranum
- Illicium tashiroi
- Illicium tenuifolium
- Illicium ternstroemioides
- Illicium tsaii
- Illicium wardii
- Illicium verum (Stjärnanis)